# Arwium
Arwium va ser el dotzè rei, probablement mític, de la primera dinastia de Kish a Sumer. Es menciona a la llista de reis sumeris, on s'afegeix que era fill del seu antecessor Mashda. La llista li assigna un mític regnat de 720 anys. Va governar en un període posterior al diluvi que s'acostuma a datar cap a l'any 2900 aC.